# Rhinoceros sondaicus annamiticus
Rhinoceros sondaicus annamiticus — подвид яванского носорога.

## Вымирание
Численность популяции в 2008 году оценивалась в менее чем 12 особей, живших в национальном парке Каттьен во Вьетнаме. Генетический анализ показал, что этот подвид разошёлся с типовым 300—200 тысяч лет назад. 25 октября 2011 года признан вымершим. Последний раз видели в 2010 году, официально признан вымершим в 2011 году.